# Liste der Naturdenkmale im Kreis Soest
Die Liste der Naturdenkmale im Kreis Soest nennt die Listen der in den Städten und Gemeinden im Kreis Soest in Nordrhein-Westfalen gelegenen Naturdenkmale
| Stadt/Gemeinde | Liste                                          |
| -------------- | ---------------------------------------------- |
| Anröchte       | Liste der Naturdenkmale in Anröchte            |
| Bad Sassendorf | Liste der Naturdenkmale in Bad Sassendorf      |
| Ense           | Liste der Naturdenkmale in Ense                |
| Erwitte        | Liste der Naturdenkmale in Erwitte             |
| Geseke         | Liste der Naturdenkmale in Geseke              |
| Lippetal       | Liste der Naturdenkmale in Lippetal            |
| Lippstadt      | Liste der Naturdenkmale in Lippstadt           |
| Möhnesee       | Liste der Naturdenkmale in Möhnesee (Gemeinde) |
| Rüthen         | Liste der Naturdenkmale in Rüthen              |
| Soest          | Liste der Naturdenkmale in Soest               |
| Warstein       | Liste der Naturdenkmale in Warstein            |
| Welver         | Liste der Naturdenkmale in Welver              |
| Werl           | Liste der Naturdenkmale in Werl                |
| Wickede (Ruhr) | Liste der Naturdenkmale in Wickede (Ruhr)      |